# Kanton Argenteuil-Nord
Der Kanton Argenteuil-Nord war bis 2015 ein französischer Wahlkreis im Arrondissement Argenteuil, im Département Val-d’Oise und in der Region Île-de-France. Vertreter im Generalrat des Départements war von 2004 bis 2011 Philippe Doucet (PS). Ihm folgte Georges Mothron (UMP) nach.
Der Kanton bestand aus einem Teil der Stadt Argenteuil.

## Bevölkerungsentwicklung
| 1990   | 1999   | 2011   |
| ------ | ------ | ------ |
| 26.228 | 25.649 | 28.163 |